# Villa d'Espaly
La villa d'Espaly est une villa située en France sur la commune d'Espaly-Saint-Marcel, dans la région Auvergne-Rhône-Alpes.

## Localisation
La villa est située dans le département français de la Haute-Loire, sur la commune d'Espaly-Saint-Marcel, dans l'ancienne région administrative d'Auvergne.

## Historique
Construite entre 1827 et 1840, cette villa adopte le style néo-palladien, s'élevant sur le site d'une villa gallo-romaine dont quelques vestiges subsistent dans le parc. Les éléments du style du début du XIXe siècle cohabitent avec des ornements néo-gothiques, comme les voûtes du vestibule et de l'escalier, ainsi qu'avec l'influence plus tardive du salon, caractéristique du style Napoléon III.

## Description
Le complexe architectural se compose d'un édifice rectangulaire à deux étages, avec une partie centrale dynamique caractérisée par deux ordres superposés. Au rez-de-chaussée, un portail en plein cintre est encadré, tandis qu'à l'étage, une baie similaire est surmontée d'un fronton circulaire. Les ailes du bâtiment se prolongent de chaque côté pour abriter les logements du personnel et la ferme, avec un hangar à colonnes élevé en retour. Bien que l'extérieur de l'ensemble soit sobre, l'intérieur se distingue par son décor, notamment dans le hall d'entrée, la cage d'escalier, le grand salon et la salle à manger, où les revêtements de sol, les gypseries et les vitraux ajoutent une richesse visuelle.

## Protection
Les façades et toitures du bâtiment principal et des communs de part et d'autre, les deux portails, le hangar à colonnes, le hall d'entrée et l'escalier, le grand salon ainsi que la salle à manger avec leur décor sont inscrits au titre des monuments historiques par arrêté du 14 novembre 1980.